# 黒田哲広
黒田 哲広（くろだ てつひろ、1971年11月23日 - ）は、日本のプロレスラー。

## 経歴
PWCに入門し、ミスター・ヒトの指導を受け、1993年3月18日、露橋スポーツセンターの保坂秀樹戦でデビューを果たす。デビュー直後、同団体の行き詰まりから保坂、戸井マサルらと共にFMWに移籍する。大仁田厚が率いる「ZEN」の若手エースとして活躍後、ベビーフェイスとヒールを行き来しつつサングラスをかけてリングに登場する「最高」のキャラクターが人気を呼んだ。マンモス佐々木や新宿鮫とチーム黒田を結成しFMWを混乱に陥れた。FMW末期は、ハヤブサとの2枚看板になった。
FMW解散後はWEWを経由してアパッチプロレス軍に所属しつつ、数々のプロレス団体に参戦していた。2002年当時の主戦場の一つZERO-ONEの火祭りに初エントリーし、誰もノーマークの中での何と準優勝（優勝は大谷晋二郎）を遂げる。2004年3月には、自ら所属の冬木軍プロモーションのリングに於いてZERO-ONEの橋本真也との一騎討ちも実現している。
FMWと同じくエンターテイメントとしてのプロレスを掲げるハッスルでも、準レギュラーとして活躍していた。2006年からは老舗の新日本プロレスにも度々上がる一方、大日本プロレスでは、FMWで一時代を築き上げた田中将斗とタッグを結成（6人タッグのときは金村キンタローも参加。）し、関本大介&佐々木義人組との世代抗争に参加していた。
2006年9月24日に後楽園ホールで行われたアパッチプロレス軍3周年興行において、黒田も敵対するたかし軍団に所属する越中詩郎との一騎討ちに備え、20年前のジュニアヘビー級の名勝負の再戦だという名目で、越中の好敵手であった高田延彦（当時は高田伸彦）にあやかり、高田の入場テーマ曲「トレーニング・モンタージュ」とサイドにUWFと書かれたレガースを着用し、トレーニングにもUWFばりのキックを多様に取り入れ、すっかり高田になりきり越中に合い対峙をしたが、その甲斐も無く黒田が敗れてしまった。
2007年1月8日、WEWヘビー級選手権で王者真壁刀義に挑戦するも敗北。
パートナーである金村とは相反し、黒田も自分から椅子や机を利用したりするようなファイトスタイルは無いが、場外乱闘はほとんどの試合で見られる。後楽園ホールの試合では相手を必ず東側の観客席に追い込み、「東」の方向表示板に相手の顔面を打ちつけるのが名物となっている。
ハッスルにおいては、Erica&マーガレットと組み6人タッグに臨む時が有るが、ハッスルスーパータッグをこの二人が保持している時に6人タッグで黒田が登場した時にEricaが試合後のマイクで、「私達の今度の挑戦者はイケメンとしか戦いません」とアピールしたところ、すかさず黒田が「何ッイケメン。俺じゃ駄目かな。」と直訴したが「ウーン、黒田さん。チョット駄目かな」とEricaに駄目出しを食らった。
アパッチ所属でありながら、猥褻事件で後に同団体を退団した金村率いるXWFに全戦参加している。黒田もそのため、金村との縁を切っていない事に対する批判が強い。
2009年、第1次アパッチの解散と共にフリーとなる。
同年8月、以前準優勝（2002年）経験のあるZERO1の火祭り'09に久々に出場。Bブロック（黒田の他、田中、崔領二、関本、マグニチュード岸和田）のなかで1勝3敗で終了となった。ただし、その1勝は伸び盛りの関本から奪った貴重な勝利であった。
2010年12月、アパッチ再旗揚げに参加。
2012年に旗揚げされた「five」にもレギュラー参戦していた。なお、当イベントのプロデュースは金村の元妻である椿志保が務めた。
2013年10月6日、大阪市立城東区民ホールで20周年記念興行を開催、第1次アパッチ解散後に袂を分かち旗揚げされたFREEDOMSからも一部選手が参戦。
2021年12月24日、成美グリーンホールにおけるたまプロフェスタにて、行なわれた初代たまプロタッグ王座争奪リーグ戦決勝戦で山下りな＆TORU組から勝利し王座を獲得。

## 得意技
技の名前に哲っちゃんと付けるのが多く、基本的には引き倒してからのラリアットなどが主な必勝パターンとなっている。
哲っちゃんカッター
相手がコーナー最上段に登った段階で自身が相対する格好でセカンドロープまで登り、相手の首をロープに打ちつけながら落下させる。
哲っちゃんバスター
インプラントDDTと同型。
哲っちゃんレスラースープレックス
ミストクラッシュと同型。
シャイニングウィザード
ラリアット
黒田の場合は、引き倒してからのラリアットを多用する。

## 入場曲
- 初代 - STREET FIGHTER
- 2代目 - STREET FIGHTER（最高バージョン）

## タイトル歴
- 世界ブラスナックルタッグ王座
- 世界ストリートファイト6人タッグ王座
- WEWシングル王座
- WEWタッグ王座
- WEW6人タッグ王座
- WEWヘビー級王座
- テイクオーバー・ザ・インディペンデント・トーナメント優勝
- アイアンマンヘビーメタル級王座
- アジアタッグ王座
- WMGタッグ王座
- CAPTAIN OF THE SECRET BASE無差別級タッグ王座
- 灼熱王優勝
- たまプロタッグ王座
- TTT認定インディー統一タッグ王座
- TTT認定インディー統一6人タッグ王座

## 定番のセリフ
もう一丁
相手の体をコーナー鉄柱に両足がまたぐ様に滑り込ませて自身は場外に行き、相手の片足を鉄柱に打ち付ける。最初の1発目は「○○最高」と試合会場の地名を褒め観客を乗せた後に行い、2発目の前に「もう一丁」と観客に問い掛ける。3発目も同様に問い掛けた後に自ら「もう一丁、もう一丁」とコールを煽った上で、鉄柱に打ち付ける動作を寸止めしてエルボードロップに切り替える。金村とのタッグ時に金村から4発目を要求する「もう一丁」コールがあった場合は、直前で鉄柱に打ち付ける動作を寸止めして鉄柱に打ち付ける。
最高
どうですか、お客さん
This is 哲っちゃんカッター
This is 哲っちゃんバスター

## キャラクター設定
筋骨隆々の体にオールバックヘアー、細めの目が特徴。リングインの際はサングラスに「黒田3150（最高）」と書かれたバスタオルを下半身に巻きつけ登場する。
「プロレス界きっての色男で、性格の良さも随一で、観客に愛嬌を振りまき、特に女性の人気が高い。」というキャラクターを演じており、アパッチプロレス軍、大日本プロレス等の興行にはリングサイドに近い所に陣取り、「黒田最高」のバスタオルを前面に掲げ過激な応援をする「黒田おばさん」と呼ばれる数人の中年女性たちが登場する演出を行っている。
試合中は自らの左足を地団駄させたりして観客の手拍子を誘いリズムを作ったり、「定番のセリフ」を頻発させて場内の観客を自分のペースに巻き込むスタイルを執っている。